# イルホム劇場
イルホム劇場 (イルホムげきじょう、ラテン文字: Ilkhom Theatre、ロシア語: Ильхом Театр Марка Вайля) はウズベキスタン・タシュケントにある演劇場である。イルホム劇場は1976年にマルク・ヴァイル (Марк Яковлевич Вайль) によりソビエト連邦において初の独立運営の劇場として創設され、現在に至るまで独立採算の形を保っている。
劇場は2008年4月にBBCラジオ4のCrossing Continentsにおいて、2007年9月に亡くなった演出家マルク・ヴァイルの死をメインとするドキュメンタリーにおいて取り上げられた。彼の最後の演出作品はギリシア悲劇のオレステイアであり、彼はこの演劇の公演が始まる前日に殺害されたが、役者たちは興行のため舞台に立ち続けた。
2011年、イルホム劇場はプリンス・クラウス・アワードを受賞した。

## 交通アクセス
ウズベキスタンの国立競技場パフタコール・マルカジイ・スタジアムのそばにある。タシュケント地下鉄チランザール線のパフタコール駅より徒歩すぐ。